# Chapelle Saint-Monon de Cornimont
La chapelle Saint-Monon est un édifice religieux catholique sis à Cornimont (Bièvre), dans la province de Namur, en Belgique. Édifice de style néoclassique construit en 1783 elle fut agrandie en 1931, avec l’addition d’un bas-côté, d’un porche et d’une sacristie. Elle est le lieu de culte de la communauté catholique du village.

## Description
Construite en 1783 la chapelle fut dédiée à saint Monon, un moine-ermite écossais mort assassiné dans les Ardennes. De style classique elle est de nef unique avec deux travées aboutissant à une abside à trois pans avec fenetres en plein cintre. L’entrée est surmontée d’un clocheton quadrangulaire avec courte flèche octogonale. 
En 1931 un bas-côté y est ajouté au Nord, avec sacristie, selon les plans de l’architecte Georges Puissant, avec un porche à l’Ouest du bâtiment.

## Patrimoine
- Le maître-autel est surmonté d’un retable avec toile du XVIIIe siècle : l’Adoration des mages'.
- Deux statues : Saint Monon (XVIIe siècle) et une ’Vierge à l’enfant’ (XVIIIe siècle)